# Сайгатово (Ярославская область)
Сайга́тово — деревня в Михайловском сельском округе Волжского сельского поселения Рыбинского района Ярославской области.
Небольшая деревня расположена на высоком, с 2-метровым обрывом левом берегу реки Черёмухи. Деревня стоит к востоку от автомобильной дороги с автобусным сообщением, идущей по берегам Черёмухи из Рыбинска через центр сельского округа Михайловское к Сельцо-Воскресенское, на этом участке дорога отклоняется на запад, а река имеет излучину, обращенную на восток, поэтому от деревни до дороги расстояние около 1 км. Деревня стоит южнее и выше по течению относительно крупного села Сретенья, которое является неформальным центром в данной округе (в нём, в частности, действует единственная в окрестности средняя школа). Между Сайгатово и Сретеньем, к северу и ниже по течению Сайгатово, находится деревня Починок. На том же левом берегу Черёмухи выше по течению стоит деревня Лопаткино, а на противоположном, правом берегу Черёмухи, ниже по течению находится деревня Григорьевское.
Центр сельской администрации — село Михайловское расположено примерно в 10 км по дороге в сторону Рыбинска, центр сельского поселения посёлок Ермаково существенно удалён — стоит на дороге Рыбинск — Ярославль и регулярный транспортный доступ к нему через Рыбинск. На 1 января 2007 года в деревне числилось 4 постоянных жителя. Почтовое отделение, расположенное в селе Сретенье, обслуживает в деревне Сайгатово 5 домов.